# 茅ヶ崎市立鶴が台中学校
茅ヶ崎市立鶴が台中学校（ちがさきしりつ つるがだいちゅうがっこう）は、神奈川県茅ヶ崎市鶴が台にある公立中学校。通称「台中」。

## 概要
鶴が台中学校の標高は6.5メートルで茅ヶ崎市の災害対策地区防災拠点（避難所）、津波一時退避場所、広域避難場所に指定されている。

## 沿革

### 略歴
1968年（昭和43年）4月、鶴が台小学校内に併設開校する。 1970年（昭和45年）3月、現在地（鶴が台2-7）に新校舎が完成した。同年4月、学区変更ともない香川小学校学区が編入した。 1981年（昭和56年）4月1日、円蔵中学校開校にともない、生徒122名が転籍した。 1992年（平成4年）9月から週5日制を実施（第2土曜日）する。 1993年（平成5年）8月、週5日制実践研究・地域協力校に指定（文部省）される。 2017年（平成29年）10月、創立50周年記念式典を実施した。

### 年表
- 1968年（昭和43年）
  - 4月1日 - 鶴が台小学校内に併設開校する
  - 4月2日 - 開校式挙行
  - 9月2日 - 校章・バッジ制定
- 1969年（昭和44年）6月21日 - 現在地（鶴が台2-7）で新校舎起工式
- 1970年（昭和45年）
  - 3月2日 - 新校舎唆工式(鉄筋コンクリート造4階、普通教室8、音楽室1、理科室1、家庭科教室1、職員室1、図書室1、予備室1、保健室1、校長室1)
  - 3月9日 - 校旗交付
  - 4月1日 - 学区変更にともない香川小学校学区が編入
  - 6月21日 - 記念日制定、新校舎起工式の日を開校記念日とする
- 1971年（昭和46年）12月18日 - 校舎増築（普通教室8）、技術科室唆工
- 1973年（昭和48年）9月26日 - 校歌制定（作詞：高橋喜美子、作曲：大中寅二）
- 1975年（昭和50年）2月12日 - 校舎増築（鉄筋コンクリート造4階、普通教室2、校長室、職員室、事務室、保健室、図書室、視聴覚室）管理系統の移動3月20日
- 1978年（昭和53年）2月15日 - 校舎増築（鉄筋コンクリート、普通教室7、職員室拡張）
- 1981年（昭和56年）4月1日 - 円蔵中学校開校 生徒122名転籍
- 1986年（昭和61年）3月20日 - 増築校舎完成（北棟特別教室）
- 1992年（平成4年）9月12日 - 週5日制実施（第2土曜日）
- 1993年（平成5年）8月4日 - 週5日制実践研究、地域協力校に指定（文部省）
- 1998年（平成10年）7月21日 - 南棟耐震工事にともない、プレハブ10教室設置
- 1999年（平成11年）3月2日 - 南棟耐震改修工事完成
- 2002年（平成14年）11月12日 - 北棟耐震改修工事完成
- 2007年（平成19年）3月1日 - 体育館耐震工事完了
- 2009年（平成21年）4月11日 - 技術科棟耐震工事完了
- 2010年（平成22年）3月15日 - 風力太陽光発電設置
- 2017年（平成29年）10月13日 - 創立50周年記念式典
- 2018年（平成30年）8月31日 - 普通教室エアコン設置
- 2019年（令和元年）5月31日 - 防犯カメラ設置工事完了
- 2020年（令和2年）
  - 3月2日 - 新型コロナウイルス感染症対策に関する臨時休業
  - 4月8日 - 新型コロナウイルス感染症対策に関する臨時休業
- 2022年（令和4年）4月1日 - 特別支援級（7組）開設[2]、コミュニティースクール開始

## 通学区域
(通学区域の出典は茅ヶ崎市公式サイト)
| 町名   | 丁目 | 番地 |
| ------ | --- | --- |
| 円蔵   | 1番地～69番地・1291番地～1391番地 1912番地～1936番地・2016番地・2017番地 2022番地～2087番地・2093番地～2101番地 2127番地～2203番地・2505番地～2507番地 2511番地(県道丸子中山茅ヶ崎線以東) | 1番地～69番地・1291番地～1391番地 1912番地～1936番地・2016番地・2017番地 2022番地～2087番地・2093番地～2101番地 2127番地～2203番地・2505番地～2507番地 2511番地(県道丸子中山茅ヶ崎線以東) |
| 円蔵   | 二丁目 | 11番地～16番地 |
| 香川   | 一丁目 | 全域 |
| 香川   | 二丁目 | 1番地～19番地 |
| 香川   | 三丁目 | 全域 |
| 香川   | 四丁目 | 全域 |
| 高田   | 一丁目 | 12番～15番 |
| 鶴が台 | 6街区～17街区 | 6街区～17街区 |
| 西久保 | 1272番地～1421番地・1423番地～1437番地 | 1272番地～1421番地・1423番地～1437番地 |
| 赤羽根 | 県道遠藤茅ヶ崎線以西 | 県道遠藤茅ヶ崎線以西 |
| 甘沼   | 県道遠藤茅ヶ崎線以西 | 県道遠藤茅ヶ崎線以西 |
| 松風台 | 全域 | 全域 |

### 進学前小学校
- 茅ヶ崎市立鶴が台小学校
- 茅ヶ崎市立香川小学校

## 学区内の主な施設
- 茅ヶ崎市立鶴が台保育園
- 茅ヶ崎市立鶴が台小学校
- 茅ヶ崎市立香川小学校
- 茅ヶ崎市立図書館 香川分館
- 茅ヶ崎鶴が台郵便局
- 新湘南バイパス

## 交通
- JR東日本茅ケ崎駅から神奈川中央交通バスで約15分、鶴が台中学校前停留所で下車すぐ